# Caesars Palace Circuit
Caesars Palace Circuit var en stadsracerbana i Las Vegas i Nevada i USA.
Banan var tillfälligt lagd på stadsgator och en parkeringsplats för formel 1-deltävlingen Caesars Palace Grand Prix som arrangerades under 1980-talet.

## F1-vinnare
| Säsong | Förare           | Tillverkare   |
| ------ | ---------------- | ------------- |
| 1982   | Michele Alboreto | Tyrrell-Ford  |
| 1981   | Alan Jones       | Williams-Ford |